# Rheumaptera grisearia
Rheumaptera grisearia là một loài bướm đêm trong họ Geometridae.